# David G. Chandler
David Geoffrey Chandler (15 de enero de 1934-10 de octubre de 2004) fue un historiador británico cuyos estudios se enfocaban principalmente en el período napoleónico.
Durante su juventud, estuvo brevemente en el ejército, logrando el rango de capitán, y posteriormente dio clases en la Real Academia de Sandhurst. En 1991, obtuvo su doctorado en letras en la Universidad de Oxford. Ocupó  3 cátedras de visitante: en el Estado de Ohio en 1970, en el instituto Militar de Virginia en 1988, y en la Universidad del Cuerpo de Marines en 1991.
Según su obituario en The Daily Telegraph, su "descripción exhaustiva de las batallas de Napoleón" (Las Campañas de Napoleón) es "improbable de que pueda  ser superado, a pesar de la presencia de una legión de rivales (...) El general de Gaulle escribió a Chandler en francés declarando que había superado a cualquier otro escritor sobre la carrera militar del Emperador."
También fue el autor de una biografía militar de John Churchill, I Duque de Marlborough y de The Art of Warfare in the Age of Marlborough.

## Premios
- 1979: Cruz Dorada al Mérito de Polonia
- 1939-1960: Servicio Nacional Británico

## Obras
- 1966 – Las Campañas de Napoleón. Nueva York: Macmillan. ISBN 978-0297748304 .
- 1973 – Napoleón. Barnsley, Reino Unido: Pen & Sword. ISBN 978-0850527506 .
- 1979 – Diccionario de las Guerras napoleónicas. Nueva York: Macmillan. ISBN 978-0025236707 .
- 1979 – Marlborough como Comandante Militar. Londres: Batsford. ISBN 978-0713420753 .
- 1980 – Atlas de la Estrategia Militar: Arte, Teoría y Práctica de la Guerra, 1618–1878. Londres: Arms & Armour. ISBN 978-0853681342 .
- 1981 – Waterloo: Los 100 Días. Oxford: Osprey. ISBN 978-0540011704 .
- 1987 – Los Mariscales de Napoleón (ed.). Nueva York: Macmillan. ISBN 978-0029059302 .
- 1987 – Las Máximas Militares de Napoleón (ed.). Londres: Greenhill. ISBN 978-1853675126 .
- 1987 – El Diccionario de las Batallas (ed.). Londres: Ebury Press. ISBN 978-0852236871 .
- 1989 – Batallas y Campos de Batalla de la Segunda Guerra Mundial. Nueva York: Macmillan. ISBN 978-0028971759 .
- 1990 – El Napoleón Ilustrado. Londres: Greenhill. ISBN 978-1853670862 .
- 1990 – Austerlitz, 1805: La Batalla de los Tres Emperadores (Campaña Militar de Osprey). Londres: Osprey. ISBN 978-0850459579 .
- 1990 – El Arte de la Guerra en la época de Marlborough. Staplehurst, Reino Unido: Spellmount. ISBN 978-0946771424 .
- 1993 – Jena, 1806: Napoleón destruye Prusia. Osprey Publishing. ISBN 978-1855322851 .
- 1994 – En las Guerras napoleónicas. Londres: Greenhill. ISBN 978-1853671586 .
- 1994 – La Historia Ilustrada de Oxford del Ejército Británico. (ed.). Oxford: University Press. ISBN 978-0198691785 .
- 1994 – La Enciclopedia del Día D. (ed.). Upper Saddle River, NJ: ISBN 978-0132036214 .